# Potentilla fallens
Potentilla fallens är en rosväxtart som beskrevs av Jules Cardot. Potentilla fallens ingår i Fingerörtssläktet som ingår i familjen rosväxter. Inga underarter finns listade i Catalogue of Life.